# Thyridanthrax macquarti
Thyridanthrax macquarti är en tvåvingeart som beskrevs av Mario Bezzi 1912. Thyridanthrax macquarti ingår i släktet Thyridanthrax och familjen svävflugor. Inga underarter finns listade i Catalogue of Life.